# Маркес, Давид
Давид Маркес Лагуна (исп. David Márquez Laguna; род. 13 октября 1977, Барселона) — испанский легкоатлет, специалист по спортивной ходьбе. Выступал за сборную Испании по лёгкой атлетике в 1996—2004 годах, чемпион Европы среди молодёжи, победитель Кубка Европы в командном зачёте, призёр первенств национального значения, участник летних Олимпийских игр в Сиднее.

## Биография
Давид Маркес родился 13 октября 1977 года в Барселоне, автономное сообщество Каталония.
Впервые заявил о себе в лёгкой атлетике на международном уровне в сезоне 1996 года, когда вошёл в состав испанской национальной сборной и выступил на юниорском мировом первенстве в Сиднее, где в ходьбе на 10 000 метров стал серебряным призёром, уступив только своему соотечественнику Франсиско Фернандесу.
В 1997 году на дистанции 20 км занял восьмое место на Средиземноморских играх в Бари.
В 1998 году на Кубке Европы в Дудинце занял 24-е место в личном зачёте 20 км и первое место в мужском общекомандном зачёте.
В 1999 году в той же дисциплине одержал победу на молодёжном европейском первенстве в Гётеборге.
На Кубке Европы 2000 года в Айзенхюттенштадте показал 13-й результат в личном зачёте 20 км и тем самым помог своим соотечественникам выиграть командный зачёт. Благодаря череде удачных выступлений удостоился права защищать честь страны на летних Олимпийских играх 2000 года в Сиднее — здесь с результатом 1:24:36 закрыл двадцатку сильнейших.
В 2001 году Кубке Европы в Дудинце был двадцатым и вторым в личном и командном зачётах 20 км соответственно. На чемпионате мира в Эдмонтоне пришёл к финишу пятым.
На Кубке Европы 2003 года в Чебоксарах стал шестым в личном зачёте и первым в командном. На чемпионате мира в Париже установил свой личный 1:19:46, расположившись в итоговом протоколе соревнований на седьмой строке.
В 2004 году на Кубке мира в Наумбурге занял в ходьбе на 20 км итоговое 32-е место.
Завершил спортивную карьеру по окончании сезона 2005 года.